# 中國鋼鐵
中國鋼鐵公司（簡稱中鋼）是臺灣最大的鋼鐵企業，為十大建設的重要項目之一，由政府出資成立。其擁有臺灣規模最大的煉鋼廠，且是臺灣少數設有高爐的一貫作業鋼鐵廠。2005年為世界排名第19大鋼鐵業者，2013年為第26名，2017年全球排名第22。

## 歷史

### 創建歷程
- 1960年代後期，為了減少臺灣對外國鋼鐵產品進口的依賴，並加強鋼鐵製造的品質，當時的中華民國政府決定興建一座一貫作業鋼鐵廠，並於1968年成立了籌備處，1971年12月3日正式成立。之後，中鋼先後與許多其他已開發國家的鋼鐵公司合作，包括奧地利聯合鋼鐵（Voestalpine）、德國克魯伯（KRUPP）等。不過在建廠時期，中鋼總經理趙耀東發現歐洲廠商對相關設備有聯合抬價與綁標的證據，因此最後取消與歐洲廠商合作，轉向尋求美國鋼鐵公司提供貸款與技術支援。
- 1970年代，由於1973年第一次石油危機導致全球不景氣，時任中華民國行政院院長蔣經國提出十大建設，並將中鋼列入其中。
- 1974年12月，公司股票於臺灣證券交易所掛牌上市交易。
- 1977年第一階段工程完工，開始進入生產階段，並將產品運往日本，展開第一次的外銷；而原先屬於民營公司的中鋼，也在政府的出資下轉變成為國營企業。
- 1982年，第二階段擴建完成。
- 1983年，中鋼成為國際鋼鐵協會（IISI）理事。
- 1985年2月，中鋼承接臺灣鋁業公司部分生產設備，為中鋼鋁業的前身。
- 1989年後，中鋼逐漸釋出政府持有股份；1995年4月12日，中鋼再度成為民營企業。到了1997年，中鋼第四階段的擴建工程才結束。
- 2001年11月19日，中鋼併購臺灣機械公司製造廠及其總公司。[5]

### 歷任董事長
| 姓名           | 上任日期       | 卸任日期       | 備註                                                                                                 |
| 董事長         | 董事長         | 董事長         | 董事長                                                                                               |
| -------------- | -------------- | -------------- | --- |
| 馬紀壯         | 1975年9月26日  | 1978年8月1日   | 中華民國海軍二級上將，曾任海軍總司令部總司令、聯合勤務總司令部總司令，後任行政院秘書長、總統府秘書長 |
| 趙耀東         | 1978年8月1日   | 1981年12月21日 | 後任經濟部部長、經建會主委                                                                           |
| 劉曾适         | 1981年12月21日 | 1983年12月31日 | |
| 傅次韓         | 1983年12月31日 | 1985年9月19日  | |
| 金懋暉         | 1985年9月19日  | 1990年9月27日  | |
| 向傳琦         | 1990年9月27日  | 1993年9月24日  | |
| 王鍾渝         | 1993年9月24日  | 2001年5月31日  | 後任立法委員                                                                                         |
| 郭炎土         | 2001年5月31日  | 2002年12月27日 | |
| 林文淵         | 2002年12月27日 | 2005年11月14日 | |
| 江耀宗         | 2005年11月14日 | 2007年7月1日   | |
| 林文淵         | 2007年7月1日   | 2008年8月27日  | |
| 張家祝         | 2008年8月27日  | 2010年6月23日  | 後任經濟部部長                                                                                       |
| 鄒若齊         | 2010年6月23日  | 2015年10月1日  | |
| 宋志育         | 2015年10月1日  | 2016年9月30日  | |
| 翁朝棟         | 2016年10月24日 | 2024年5月18日  | |
| 王錫欽（代理） | 2024年5月18日  | 2024年9月9日   | 總經理代理董事長職務                                                                                 |
| 黃建智         | 2024年9月10日  | 現任           | |

## 公司體制

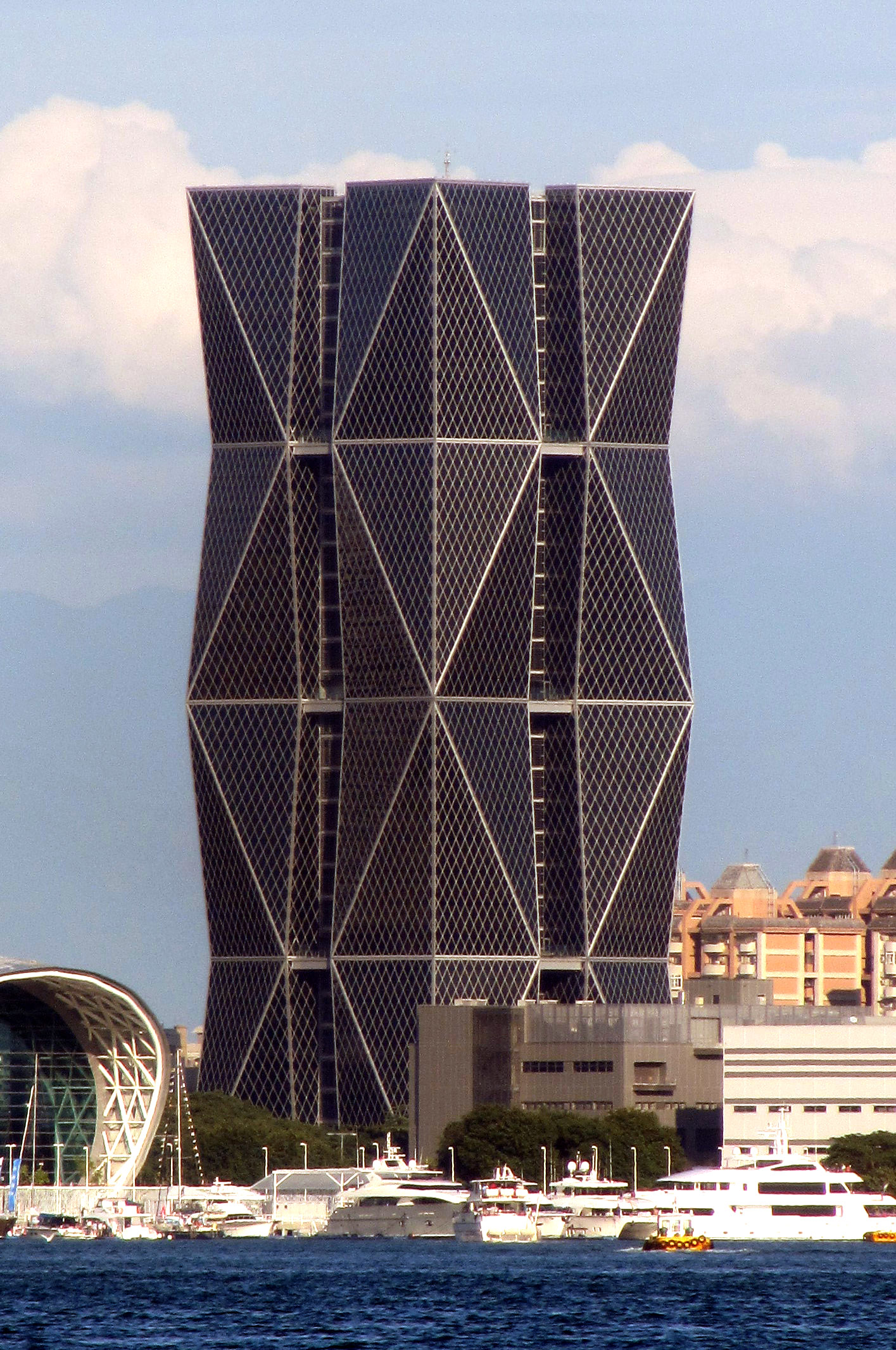
2013年9月啟用的總部大樓

由於中華民國經濟部是中鋼的最大股東，歷屆董事長均由經濟部派駐的法人代表擔任，除了幾位任職期間較長之外，經常更換。另外設有一位執行副總經理，和七個部門，分別由七位副總經理管理，包括行政部門、業務部門、財務部門、企劃部門、技術部門、生產部門。中鋼並在日本和新加坡等地設有代表處。

## 轉投資
除了鋼鐵業之外，中鋼也在其他產業或建設進行投資。在台灣積體電路、唐榮鐵工廠、高雄捷運公司、漢神巨蛋、台灣車輛、台灣高鐵公司等公司擁有股份，並轉投資江蘇省的無錫東元電機、馬來西亞的彥武鋼鐵、加拿大的中加生物科技、日本的東亞聯合鋼鐵等。

## 主要關係企業

### 主要附屬
- 中鴻鋼鐵：（原燁隆企業股份有限公司，於2004年7月14日正式更名）1983年9月設立於高雄縣橋頭鄉（今高雄市橋頭區），目前實收資本額為143.5億元。1987年初完成年產能45萬噸冷軋廠之建廠，可生產厚度0.15～2.0mm、寬度900～1225mm之冷軋全硬及調質精整鋼捲。1987年中於大發工業區成立年產能約7.2萬噸之鋼管廠，可生產APL及結構用鋼管。1987年4月完成年產能240萬噸之熱軋廠建廠，可生產厚度1.20～12.7mm之熱軋鋼捲。基於國內鋼鐵上下游整合，中鴻鋼鐵於1999年底與中鋼公司策略聯盟，2000年正式成為中鋼集團一員。（臺證所：2014）
- 中龍鋼鐵：中鋼集團百分之百持股子公司，前身為桂裕鋼鐵，位於臺中市龍井區，鄰近臺中港，擁有兩套煉鋼體系，除了原有之電爐煉鋼外，另分二階段擴建，興建高爐、轉爐及熱軋等一貫作業鋼廠，擴建後，為國內第二座一貫作業鋼廠，目前第二階擴建已於2013年3月點火營運。主要產品有H型鋼、窄幅鋼板、大小鋼胚、扁鋼胚及熱軋鋼捲。
- 中鋼結構：各式型鋼、鋼結構及機械體之設計、加工、製造、安裝與銷售。（臺證所：2013）
- 聯鋼營造：原為中鋼結構之營建部門，因營建業法法令關係，由中鋼結構轉投資成立聯鋼營造。主要業務為鋼鐵結構、土木工程等工程業務之營建服務。
- 中鋼鋁業：是台灣最大的鋁軋延品製造廠商，成立於 1996年3月，為中鋼集團第一家百分之百轉投資事業，前身為中鋼接收台灣鋁業公司後所成立之鋁品部門。 從事鋁、鋅製品加工製造、買賣。主要產品有鋁板、鋁片、鋁捲、鋁箔及鋁鑄品、鋅合金錠、鋅陽極板、熱浸鋅錠、鋁條、鋁線、鋁粒等。
- 中宇環保：環保工程、機電工程及土木、軌道工程之規劃、設計、製造、安裝及維護業務；發電廠、焚化爐整廠製裝及大修工程等。（臺證所：1535）
- 中聯資源：（原名「中聯爐石」）高爐水泥與爐石粉生產及廢棄物處理。主要產品有高爐水泥及高爐石粉、氣冷高爐石級配、氣冷轉爐石細料、氣冷轉爐石粗骨材、氣碎轉爐石、磁磚黏著劑、地質改良劑系列產品。（臺證所：9930）
- 中鋼碳素：煤焦油蒸餾產品、輕油系列產品、焦碳系列產品之生產、加工及銷售，和相關上、下游產品之貿易。主要產品有煤瀝青素材漆、精製煤焦油、焦碳、軟瀝青、木材防腐劑、雜酚油、屋頂防漏膠、甲苯、苯及洗油等。（臺證所：1723）
- 中鋼運通：船舶運送、買賣及租賃、海運貨物承攬運送與船務代理等。
- 中貿國際（臺灣）：鋼鐵、非鋼鐵產品與工業材料之進出口貿易及買賣。
- 彥馬鋼鐵：（併購自彥武鋼鐵集團）酸洗冷軋產品之加工製造、買賣。
- 群馬鋼鐵：熱浸鍍鋅鋼品、彩色鋼片之加工製造、買賣。
- 中鋼機械：鋼鐵設備工程，軌道車輛工程，電力、水利及石化工程，輸送及起重設備工程，船用主機工程，鑄造及維修工程，自動化工程，技術支援及研究發展。
- 台灣車輛：與唐榮鐵工廠及日本的日本車輛、住友商事四家公司合資組成，以生產鐵路車輛為主要業務。
- 高科磁技公司：電子資訊工業所需的磁性材料研發、製造。
- 鑫科材料：金屬材料，臺灣鋁靶市占率逾五成，2012年11月20日掛牌上櫃。（臺證所：3663）
- 鴻立鋼鐵：成立於2008年7月，為中鴻鋼鐵股份有限公司100％投資之子公司，廠區位於高雄市小港區臨海工業區，目前主要營業項目為各種不同強度、機械性質之熱軋或冷軋熱浸鍍鋅鋼捲之製造及接受中國鋼鐵股份有限公司、中鴻鋼鐵股份有限公司委託生產熱軋酸洗塗油鋼捲。

### 非本業轉投資
- 中盈投資：海內外高科技相關產業、創業投資及投資顧問公司之投資。
- 中欣開發：土地開發、商業不動產投資及租賃、建築事業投資、休閒遊憩及觀光事業投資之經營及管理。
- 中鋼保全：系統保全、駐衛警保全、人身保全及監視系統、現鈔運送及大樓管理業務。
- 鋼堡科技：鋼堡科技公司於民國88年4月成立，為中鋼保全公司百分之百轉投資之子公司，同時也是內政部立案的消防安全設備檢修專業機構，不僅對各類場所能提供完善的消防規劃設計與工程施工，也對各類建築物之水電、空調、環控規劃設計與施工
- 中冠資訊（页面存档备份，存于）：企業資源規劃(ERP)、供應鏈管理(SCM)、資訊整合、軟體研發 (EZoApp（页面存档备份，存于）)、自動控制及軟體應用服務供應(ASP)等解決方案的技術支援及資訊系統整體規劃。
- 高雄捷運：高雄都會區大眾運輸系統，中鋼為高雄捷運公司主要股東之一。
- 另有由中鋼員工集資設立的鋼友旅行社（页面存档备份，存于）。

## 外部連結
- 中国钢铁（页面存档备份，存于）（繁體中文）（英文）（简体中文）
- 中鋼工會 （页面存档备份，存于）